# Oberharz am Brocken
Oberharz am Brocken est une ville allemande située dans l'arrondissement de Harz dans le land de Saxe-Anhalt. Cette communauté est née le 1er janvier 2010 de la fusion des villes d'Elbingerode, de Benneckenstein et de Hasselfelde avec les quatre municipalités d'Elend, de Sorge, de Stiege et de Tanne. Le siège de l'administration se trouve à Elbingerode. Oberharz am Brocken est une station intégrée officielle depuis 2015.

## Géographie
Contrairement à son nom, le territoire communal ne se trouve pas dans l'aire géographique du Haut-Harz (en allemand : Oberharz) en Basse-Saxe et bien qu'il ne comprend pas le massif du Brocken.

## Quartiers
Le territoire communal comprend 18 localités : 
| - Stadt Benneckenstein (Harz) - Stadt Elbingerode (Harz) - Elend - Stadt Hasselfelde | - Königshütte (Harz) - Höhlenort Rübeland - Sorge (Harz) - Stiege (Harz) | - Tanne (Harz) - Trautenstein |

Elbingerode accueille le siège de la commune.

## Historique

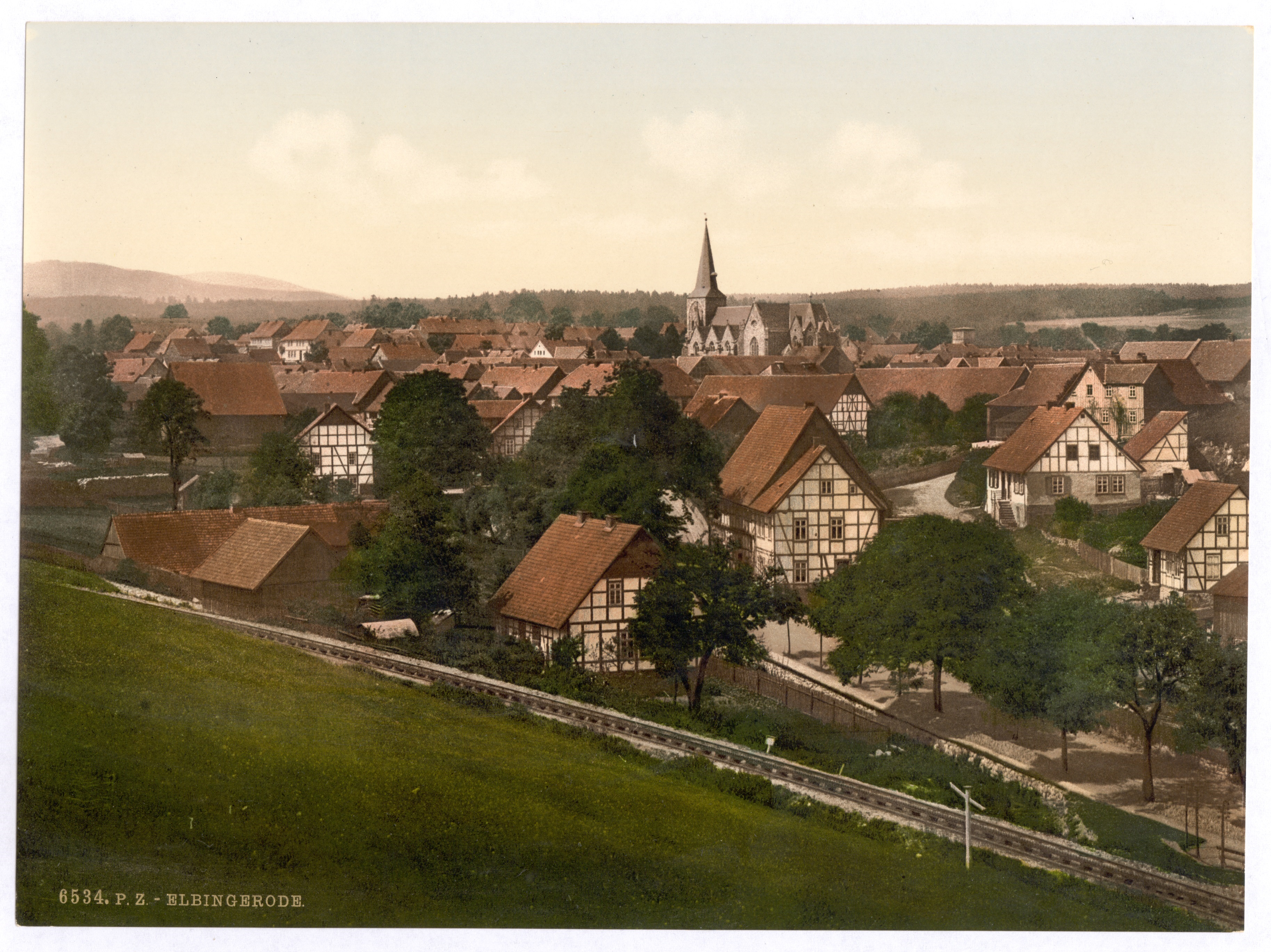
Elbingerode vers 1900.

Au XIXe siècle, la circonscription administrative (Amt) d'Elbingerode faisait partie de l'électorat de Brunswick-Lunebourg puis du royaume de Hanovre. Annexée par le royaume de Prusse en 1866 et incorporée dans l'arrondissement d'Ilfeld au sein de la province de Hanovre, elle est rattachée au district de Magdebourg, l'un des trois districts constituant la province de Saxe, en 1932.
La ville de Hasselfelde et les anciennes communes de Rübeland, Stiege, Tanne et Trautenstein, au contraire, ont fait partie du duché et de l'État libre de Brunswick jusqu'en 1945. La ville de Benneckenstein et Sorge appartenaient au territoire prussien de l'ancien comté d'Hohnstein incorporé dans le district d'Erfurt.
En linguistique, Benneckenstein se trouve au sud de la ligne de Benrath, dans la région des dialectes du moyen allemand oriental.

## Personnalités liées à la ville
- Andreas Werckmeister (1645-1706), musicien né à Benneckenstein.
- Hermann Bruno Otto Blumenau (1819-1899), chimiste né à Hasselfelde.
- Dieter Bokeloh (1942-), sauteur à ski né à Benneckenstein.
- Kerstin Moring (1963-), fondeuse née à Hasselfelde.